# Pityoús
Pityoús (Pityous) är en ort i Grekland.   Den ligger i prefekturen Chios och regionen Nordegeiska öarna, i den östra delen av landet, 210 km öster om huvudstaden Aten. Pityoús ligger 437 meter över havet och antalet invånare är 257. Den ligger på ön Chios.
Terrängen runt Pityoús är kuperad åt sydost, men åt nordväst är den bergig. Terrängen runt Pityoús sluttar österut. Närmaste större samhälle är Chios, 15,0 km sydost om Pityoús. Trakten runt Pityoús består i huvudsak av gräsmarker.